# Palästinalied
Palästinalied (Pieśń Palestyńska) – utwór napisany przez najbardziej znanego niemieckiego poetę średniowiecznego – Walthera von der Vogelweide. Jej tematem jest Palestyna i krucjaty. Pełna pieśń zawiera 13 zwrotek w średnio-wysoko-niemieckim. Współczesne wykonania wykorzystują tylko kilka z nich.

## Palästinalied a krucjaty
Palästinalied została napisana w związku z piątą krucjatą jako polityczno-religijna pieśń o charakterze propagandowym. Utwór ten uznaje również roszczenia wszystkich religii abrahamowych do Ziemi Świętej, ale ostatecznie stwierdza, że największą rację w tej sprawie mają chrześcijanie. 

## Melodia

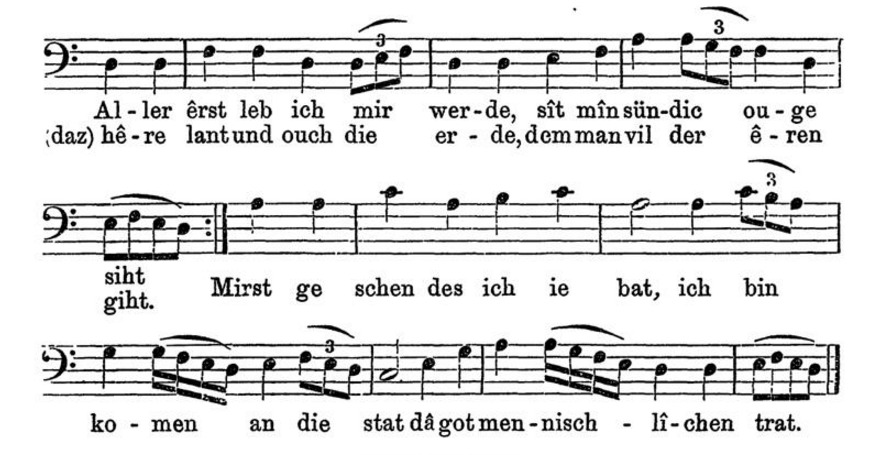
Transkrypcja melodii Palästinalied z fragmentu münsterskeigo.

Najstarszy zapis melodii pochodzi z tzw. fragmentu münsterskiego (datowany na XIV w.), znajdującego się w Jenaer Liederhandschrift, napisanego po śmierci Walthera. Carmina Burana (ok. 1230 r.) zawiera pierwszą zwrotkę Palästinalied z neumami, ale są one niewystarczające do odtworzenia melodii.

## Tekst
Najstarszym źródłem tekstu jest Kleine Heidelberger Liederhandschrift (ms. A, datowany na ok. 1270 r.), podający 7 zwrotek. Codex Manesse (ms. C, datowany na ok. 1304 r.) ma 9 zwrotek. Inne rękopisy wnoszą dodatkowe 4, co daje w sumie 13 zwrotek. Spośród nich jedna (zapisana jako 4. zwrotka w ms. Z) jest wyraźnie młodsza od utworu pierwotnego. W pozostałych pięciu zwrotkach niebędących w ms. A, nie ma konsensusu ekspertów co do tego, czy należy je uważać za napisane przez Walthera.
9 zwrotek w ms. C są oznaczone C21–C29, a siedem zwrotek w ms. A - A50–A56. 3 zwrotki między A i C są identyczne (C22=A51, C23=A52, C29=A56), a pozostałe różnią się nieznacznie, np. transpozycją kolejności słów (C21=A50, C25–27 = A53–55). Czwarta i ósma zwrotka w ms. C (C24, C28) nie są zapisane w A.
| Tekst oryginalny | Tłumaczenie rytmiczne | Tłumaczenie dosłowne |
| --- | --- | --- |
| 1. [C21=A50] Nû alrêst lebe ich mir werde, sît mîn sündic ouge siht daz here lant und ouch die erde, der man sô vil êren giht. ez ist geschehen, des ich ie bat, ich bin komen an die stat, dâ got menischlîchen trat.            | 1. Już odmienione życie moje, zacnem, godniejszem się stało. Ujrzały grzeszne oczy moje Ziemię Świętą i wspaniałą. To się stało, czegom żądał, abym miejsca te oglądał, gdzie Pan Bóg człowiekiem został.                  | 1. Po raz pierwszy sobie żyję, odkąd moje grzeszne oko widzi szlachetną ziemię, a także tę ziemię której oddaje się tyle czci. Stało się, o co zawsze się modliłem: Przybyłem do miejsca, po którym Bóg stąpał jako człowiek.                                                |
| 2. [C22=A51] Schoeniu lant, rîch unde hêre, swaz ich der noch hân gesehen, sô bist dûz ir aller êre. waz ist wunders hie geschehen! daz ein magt ein kint gebar, hêre über aller engel schar, was daz niht ein wunder gar?        | 2. O Ziemio Święta, ziemio świetna, spośród świetnych najświetniejsza, tyś ponad znane mi szlachetna, w cuda tyś najwielmożniejsza! Tutaj panna Syna rodzi, co wszem aniołom przewodzi, gdzież się większy cud przyrodził? | 2. Takie piękne ziemie, bogate i szlachetne, jakie już widziałem, tyś chwałą ich wszystkich, jakież cuda się tu działy! Że panna urodziła dziecko, Pana nad wszystkimi zastępami anielskimi, czyż to nie był cud doskonały?                                                  |
| 3. [C23=A52] Hie liez er sich reine toufen, daz der mensche reine sî. dô liez er sich hie verkoufen, daz wir eigen wurden frî. anders waeren wir verlorn. wol dir, sper, kriuz unde dorn! wê dir, heiden! daz ist dir zorn!       | 3. On tutaj zechciał być ochrzczonym, aby dał nam oczyszczenie. On tutaj zechciał być zdradzonym, aby dał nam wybawienie. Że nas zguba nie spotkała, włóczni i krzyżowi sława, hańba zaś mordercom Pana!                   | 3. Tutaj on, będąc czystym, dał się ochrzcić, aby ludzie byli czyści. Tam dał się sprzedać, abyśmy my, niewolni, mogli być wolni. Inaczej bylibyśmy zgubieni. Chwała ci, włócznio, krzyżu i cierniu! Biada wam, poganie! To jest wam gniewem!                                |
| 4. [C24] Dô er sich wolte übr uns erbarmen, hie leit er den grimmen tôt, er vil rîche übr uns vil armen, daz wir komen ûz der nôt. daz in dô des niht verdrôz, dâst ein wunder alze grôz, aller wunder übergnoz.                  | | 4. Ponieważ chciał się nad nami ulitować, tutaj poniósł ponurą śmierć, On, najmożniejszy, nad nami, najbiedniejszymi, abyśmy mogli uniknąć mąk. Że Go to nie rozgniewało, to cud aż nazbyt wielki, ponad wszystkie inne cuda.                                                |
| 5. [C25=A53] Hinnen vuor der sun ze helle, von dem grabe da'r inne lac. des was ie der vater geselle und der geist, den nieman mac sunder scheiden, êst al ein, sleht und ebener danne ein zein, als er Abrahâme erschein.        | | 5. Stamtąd Syn zszedł do piekieł, z grobu, w którym leżał. Był On bowiem wiecznym towarzyszem Ojcu, i Duchowi, których nikt nie może rozdzielić: Oni wszyscy są Jednym, prostsi i gładsi niż grot strzały, tak, jak ukazał się On Abrahamowi.                                |
| 6. [C26=A54] Do er den tiefel dô geschande daz nie keiser baz gestreit, dô vuor er her wider ze lande. dô huob sich der juden leit: daz er, hêrre, ir huote brach und daz man in sît lebendig sach, den ir hant sluog unde stach. | | 6. Upokorzywszy tam szatana, tak, że żaden cesarz nigdy nie walczył lepiej, udał się z powrotem do tej ziemi. Potem zaczął się smutek żydów: że on, Pan, wyrwał się spod ich pieczy i że później widziano go żywego, Tego, którego ich ręka biła i przebiła.                 |
| 7. Dar nâch was er in dem lande vierzic tage: dô vuor er dar, dannen in sîn vater sande. sînen geist, der uns bewar, den sant er hin wider ze hant. heilig ist daz selbe lant: sîn name, der ist vor got erkant.                  | | 7. Po tym pozostał na ziemi przez czterdzieści dni, po czym odszedł stąd, dokąd posłał go Ojciec. Jego Ducha, który może nas zbawić, odesłał na teraźniejszość. Święta jest sama ta ziemia: Jej imię jest uznane przed Bogiem.                                               |
| 8. [C27=A55] In diz lant hât er gesprochen einen angeslîchen tac, dâ diu witwe wirt gerochen und der weise klagen mac und der arme den gewalt, der dâ wirt mit ime gestalt. wol im dort, der hie vergalt!                         | 8. Na tej ziemi zapowiedział straszliwego sądu dzień! Wdowom zemstę przyobiecał, skargom sierot da czas weń. I tym biednym, pokrzywdzonym, z raną wieczną zostawionym. Dobro pozna umęczony.                               | 8. Na tej ziemi oznajmił straszliwy dzień, kiedy wdowa zostanie pomszczona, a sierota będzie mógł złożyć skargę, i tak samo będzie mógł biedny człowiek w sprawie przemocy którą mu uczyniono. Chwała temu tam, który tu odwdzięczał się!                                    |
| 9. [C28] Unser lantraehtere tihten fristet dâ niemannes klage, wan er wil zestunden rihten. sô ez ist an dem lesten tage: und swer deheine schult hie lât unverebent, wie der stât dort, dâ er pfant noch bürgen hât!             | 9. Żadna skarga nie przepadnie, jak u sędziów naszych bywa. Będzie On tu sądził snadnie. Dzień ostatni się odbywa! Kto dziś grzechu nie naprawi, niespłaconym pozostawi, ten pomocy się pozbawi.                           | 9. Jak to mają w zwyczaju nasi sędziowie ziemscy, niczyja skarga nie będzie odrzucona, gdyż w ciągu godziny wyda sąd, tak będzie w Dniu Ostatnim. Ktokolwiek tutaj zostawia jakiś dług niespłacony, jak on wytrzyma tam, gdzie nie będzie miał ani zastawu, ani wykupiciela. |
| 10. Ir enlât iuch niht verdriezen, dâz ich noch gesprochen hân. sô wil ich die rede entsliezen kurzwîlen und iuch wizzen lân, swaz got wunders noch ie mit dem menschen erwege daz huob sich und endet hie.                       | | 10. Niech cię to nie rozsierdza że wciąż opowiadałem. Wyjaśnię moją decyzję krótko i powiem, jakie ma Bóg jeszcze cuda dotyczące ludzkości; zaczęło się to tutaj i tutaj się zakończy.                                                                                       |
| 11. [C29=A56] Kristen, juden und die heiden jehent, daz diz ir erbe sî. got müez ez ze rehte scheiden durch die sîne namen drî. al diu welt, diu strîtet her: wir sîn an der rehten ger. reht ist, daz er uns gewer.              | 11. Chrześcijanie, żydzi i poganie sobie tę przyznają ziemię. Prosimy trójjedyny Panie, Ty sam osądź nasze plemię. Cały świat wojuje krwawo, lecz za nami stoi prawo. W Tobie nasze wspomożenie.                           | 11. Chrześcijanie, żydzi i poganie wszyscy twierdzą, że to jest ich dziedzictwo. Bóg musi o tym zadecydować sprawiedliwie, w swych trzech imionach. Cały świat tu wojuje; my bronimy słusznego roszczenia, więc to sprawiedliwe, by nam je On przyznał.                      |
| 12. Mê dann hundert tûsent wunder hie in disem lande sint, dâ von ich niht mê besunder kan gesagen als ein kint, wan ein teil von unser ê. swem des niht genuoge, der gê zúo den juden, die sagent im mê.                         | | 12. Ponad sto tysięcy cudów jest tu, w tej ziemi, których nie mógłbym opisać lepiej od dziecka, tylko część naszej wiary. Komu to nie wystarcza, niechaj idzie do żydów, którzy mu więcej powiedzą.                                                                          |
| 13. Vrowe min, durch iuwer güete nu vernemet mine clage, daz ir durch iuwer hochgemüete nicht erzuernet, waz ich sage. Vil lihte daz ein tumber man misseredet, als er wol kann. daran solt ir iuch nicht keren an.               | | 13. Moja pani, na twoją dobroć, teraz wysłuchaj mej skargi, by przez twą wzniosłość umysłu to, co powiem, nie mogło cię rozgniewać. Bardzo łatwo głupiemu człowiekowi mówić źle, jak i podobnie czynić; niech cię to nie miesza.                                             |

## Wykonania współczesne
Utwór ten był kilkakrotnie wykorzystywany przez grupy muzyczne, grające rock średniowieczny oraz folk, m.in.:
- Ougenweide
- Corvus Corax
- Radio Tarifa
- Qntal
- Estampie
- In Extremo
- Djembe
- Mediaeval Baebes
- Mägo de Oz
- Unto Ashes
- Omnia
- Luc Arbogast
- Tinnitus Brachialis
- The Soil Bleeds Black
- Arany Zoltán
- ViatoreS
- Klub Świętego Ludwika